# Jesús Imaz
Jesús Imaz Ballesté (Lérida, Cataluña, 26 de septiembre de 1990) es un futbolista español que juega de delantero en el Jagiellonia Białystok de la Ekstraklasa.

## Trayectoria
Jugador criado en el fútbol base de la Unió Esportiva Lleida, llegó al primer equipo en 2009.
En 2011 firmó por la U. E. Llagostera para jugar en Segunda División, donde disputó 61 partidos y logró 12 goles en dos temporadas. Tras el descenso del club catalán, firma con el UCAM Murcia hasta junio de 2017.
En el mercado de enero de la temporada 2016-17, se desvinculó del UCAM para terminar firmando por un año y medio con el Cádiz C. F.

## Características
Jugador muy técnico con un gran posicionamiento sobre el terreno, hábil con ambas piernas, con gran visión de juego y buen lanzador de faltas y córneres. También destaca en el juego aéreo.

## Clubes
| Club                  | País    | Años      | Categoría        | Partidos | Goles |
| --------------------- | ------- | --------- | ---------------- | -------- | ----- |
| U. E. Lleida          | España  | 2009–2011 | Segunda B        | 27       | 4     |
| Club Lleida Esportiu  | España  | 2011-2014 | Segunda B        | 100      | 26    |
| UE Llagostera         | España  | 2014–2016 | Segunda División | 64       | 12    |
| UCAM Murcia C. F.     | España  | 2016–2017 | Segunda División | 16       | 6     |
| Cádiz C. F.           | España  | 2017      | Segunda División | 6        | 1     |
| Wisła Cracovia        | Polonia | 2017-2019 | Ekstraklasa      | 49       | 14    |
| Jagiellonia Białystok | Polonia | 2019-     | Ekstraklasa      | 155      | 77    |

## Palmarés

### Títulos nacionales
| Título               | Equipo                | País    | Año     |
| -------------------- | --------------------- | ------- | ------- |
| Ekstraklasa          | Jagiellonia Białystok | Polonia | 2023-24 |
| Supercopa de Polonia | Jagiellonia Białystok | Polonia | 2024    |